# Kris Draper
Kris Draper (Toronto, 24 maggio 1971) è un ex hockeista su ghiaccio canadese.
Militava nella NHL. Giocava nel ruolo di attaccante, più precisamente di centro, e dal 1993 ha vestito la maglia dei Detroit Red Wings. Draper era uno dei membri della famosa Detroit Grind Line, il nome della linea ideata nel 1995 da Scotty Bowman a cui ci si riferisce quando si tratta degli attaccanti dei Red Wings.

## Biografia

### Vita privata
Kris Draper vive con la sua famiglia a Detroit, ma torna spesso nella sua città natale, Toronto, per trovare i parenti e gli amici. Fra i suoi hobby cita il calcio, il golf, la mountain bike e il cinema.
Dopo avere vinto la Stanley Cup, nel giugno del 2002, Draper ha voluto prendere con sé la coppa per portarla al Children's Hospital of Michigan e mostrarla ai bambini dell'ospedale. L'ospedale ospita molti malati terminali, e Kris con il suo gesto, ha ridato il sorriso a molti bambini, seppur per un giorno soltanto.

### Carriera
Kris Draper venne selezionato per la NHL nel 1989, all'età di 18 anni, dai Winnipeg Jets come 62ª scelta. Nei suoi primi anni però è rimasto quasi sempre in panchina: dopo aver giocato una ventina di partite nelle sue prime 4 stagioni, venne ceduto ai Detroit Red Wings. Nelle sue prime stagioni a Detroit non raggiunse mai risultati rilevanti.
Il 29 maggio del 1996, nel corso di gara-6 fra i Red Wings e i Colorado Avalanche per le finali della Western Conference, Claude Lemieux entra violentemente su Draper scaraventando il suo volto contro il bordo della balaustra. Draper riporta un trauma cerebrale di seria entità oltre alle fratture del setto nasale, di uno zigomo e della mascella, che richiedono un intervento di chirurgia ricostruttiva del viso. Si è comunque ripreso completamente, pur rimanendo segnato in volto. Dopo l'incidente Lemieux ricevette minacce dai fan dei Red Wings e dai giocatori, incluso il portiere Chris Osgood.
La stagione seguente, nell'ultimo match di regular season tra le due squadre giocatosi il 26 marzo 1997, scoppiò una rissa conosciuta come Brawl in Hockeytown (rissa nella città dell'hockey). La partita si concluse con 10 zuffe, 11 goal, 39 penalità per 148 minuti complessivi, una tripletta (di Valeri Kamensky) e una rissa tra i goalie Patrick Roy e Mike Vernon. Claude Lemieux fu uno dei giocatori maggiormente presi di mira dai giocatori di Detroit, che vinsero la partita all'overtime per 6-5.
La sua migliore stagione offensiva è stata quella del 2003-2004, in cui ha messo a segno 24 gol e 16 assist, per un totale di 40 punti. A fine stagione vinse il Trofeo Frank J. Selke come miglior attaccante difensivo. Ha firmato un contratto con i Detroit Red Wings che lo lega alla franchigia fino alla stagione 2010-2011, dove guadagnerà in media 1.5 milioni di dollari americani a stagione.
Dalla stagione 2006-2007 è stato nominato uno dei capitani alternativi al capitano dei Red Wings, Nicklas Lidström.

### Nazionale
Con la nazionale del Canada ha partecipato a tutti gli eventi più importanti dal 2000, vincendo il Campionato del Mondo 2003. Conta anche la convocazione alle Olimpiadi di Torino 2006. Con la sua nazionale ha già collezionato 13 punti, suddivisi in 4 goal e 9 assist.

### Statistiche Carriera
| 1990-91    | Winnipeg Jets     | NHL        | 3   | 1   | 0   | 1   | 5   | -   | -  | -  | -  | -   |
| 1991-92    | Winnipeg Jets     | NHL        | 10  | 2   | 0   | 2   | 2   | 2   | 0  | 0  | 0  | 0   |
| 1992-93    | Winnipeg Jets     | NHL        | 7   | 0   | 0   | 0   | 2   | -   | -  | -  | -  | -   |
| 1993-94    | Detroit Red Wings | NHL        | 39  | 5   | 8   | 13  | 31  | 7   | 2  | 2  | 4  | 4   |
| 1994-95    | Detroit Red Wings | NHL        | 36  | 2   | 6   | 8   | 22  | 18  | 4  | 1  | 5  | 12  |
| 1995-96    | Detroit Red Wings | NHL        | 52  | 7   | 9   | 16  | 32  | 18  | 4  | 2  | 6  | 18  |
| 1996-97    | Detroit Red Wings | NHL        | 76  | 8   | 5   | 13  | 73  | 20  | 2  | 4  | 6  | 12  |
| 1997-98    | Detroit Red Wings | NHL        | 64  | 13  | 10  | 23  | 45  | 19  | 1  | 3  | 4  | 12  |
| 1998-99    | Detroit Red Wings | NHL        | 80  | 4   | 14  | 18  | 79  | 10  | 0  | 1  | 1  | 6   |
| 1999-00    | Detroit Red Wings | NHL        | 51  | 5   | 7   | 12  | 28  | 9   | 2  | 0  | 2  | 6   |
| 2000-01    | Detroit Red Wings | NHL        | 75  | 8   | 17  | 25  | 38  | 6   | 0  | 1  | 1  | 2   |
| 2001-02    | Detroit Red Wings | NHL        | 82  | 15  | 15  | 30  | 56  | 23  | 2  | 3  | 5  | 20  |
| 2002-03    | Detroit Red Wings | NHL        | 82  | 14  | 21  | 35  | 82  | 4   | 0  | 0  | 0  | 4   |
| 2003-04    | Detroit Red Wings | NHL        | 67  | 24  | 16  | 40  | 31  | 12  | 1  | 3  | 4  | 6   |
| 2005-06    | Detroit Red Wings | NHL        | 80  | 10  | 22  | 32  | 58  | 6   | 0  | 0  | 0  | 6   |
| 2006-07    | Detroit Red Wings | NHL        | 81  | 14  | 15  | 29  | 58  | 18  | 2  | 0  | 2  | 24  |
| 2007-08    | Detroit Red Wings | NHL        | 65  | 9   | 8   | 17  | 68  | 22  | 3  | 1  | 4  | 10  |
| Totale NHL | Totale NHL        | Totale NHL | 950 | 141 | 173 | 314 | 710 | 194 | 23 | 21 | 44 | 142 |

Statistiche aggiornate alla fine del campionato 2007-2008